# Lagozzacultuur
De Lagozzacultuur is een archeologische cultuur van de kopertijd, genoemd naar de site van Lagozza di Besnate in Lombardije.
De cultuur ontstond uit de Chasseycultuur, waar het soms als deel van wordt beschouwd, en was rond 3600-2600 v.Chr. verbreid in Noord-Italië. 
De belangrijkste sites in Ligurië zijn Arene Candide, Caverna dell'Acqua, Caverna del Morte, en Pescale in Emilia-Romagna.

## Cultuur
De Lagozzacultuur kenmerkte zich door goed gepolijste potten, schalen en vazen, en borden met ronde bodem met gladde of gepolijste oppervlakken en handvatten. Het vaatwerk is  soms versierd met radiale lijnen of gestippelde driehoeken. De mensen van de Lagozzacultuur leefden in grotten en open nederzettingen in de buurt van rivieren en meren. Men beoefende jacht en visserij, en enige landbouw. 
In de nederzettingen werden tapijten, manden, spoelen linnengaren, kleispoelen en weefgetouwgewichten gevonden. Men gebruikte stenen werktuigen (bijlen, vuurstenen pijlpunten en sikkels). 
Rond 2850 v.Chr. trokken de mensen van de Lagozzacultuur langs de Adriatische kust naar Midden- en Zuid-Italië, waar de Apennijnencultuur van de bronstijd ontstond.